# Koeneniodes berndi
Koeneniodes berndi är en spindeldjursart som beskrevs av Bruno Condé 1988. Koeneniodes berndi ingår i släktet Koeneniodes och familjen Eukoeneniidae. Inga underarter finns listade i Catalogue of Life.